# Dálnice Ljulin
Dálnice Ljulin (bulharsky Автомагистрала Люлин – Avtomagistrala Ljulin) byla dálnice v západním Bulharsku. Nesla označení A6. Spojovala Sofijský okruh s dálnicí Struma a vedla po ní evropská silnice E79. V provozu byla v celé své délce 19 km od roku 2011 do konce roku 2018, kdy se podle rozhodnutí vlády ze dne 27. prosince 2018 stala součástí dálnice Struma a převzala její národní označení A3. Označení A6 pak získala dálnice A7 Evropa.

## Jméno
Dálnice nesla jméno po pohoří Ljulin, přes něž vedla.

## Trasa

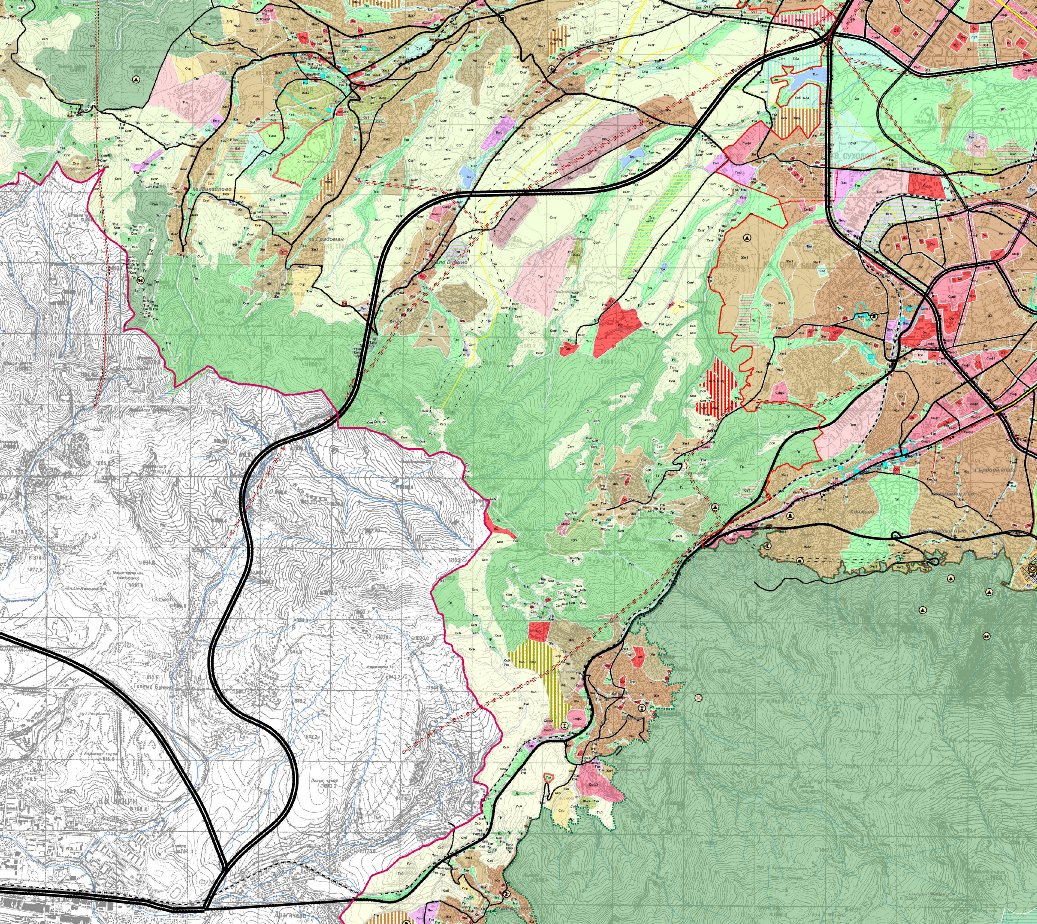
Trasa dálnice

Dálnice začínala v nadmořské výšce 625 m a potom stoupala pohořím Ljulin až na svoje nejvyšší místo, zhruba na staničení km 6,4, kde dosáhla téměř 950 m n. m., a následně tunelem Malo Bučino překonala rozvodí Iskăr - Struma. Odtud klesala, přičemž se na dlouhém úseku pohybovala ve výšce okolo 850 m. Končila na silničním uzlu Daskalovo ve výšce 742 m, kde plynule přešla v dálnici Struma na svém staničení km 19,135 ≡ km 287,365.
V celé své délce byla čtyřproudová se dvěma oddělenými jízdními směry a odstavným pruhem v každém z nich. Její návrhová rychlost byla 100, resp. 110 km/h podle složitosti terénu.

## Historie výstavby
Výstavba dálnice byla zahájena poté, co Evropská komise schválila v prosinci 2004 spolufinancování stavby. Očekávané náklady byly 148,5 miliónu €, z nichž 111,4 miliónu pocházelo z unijních fondů.

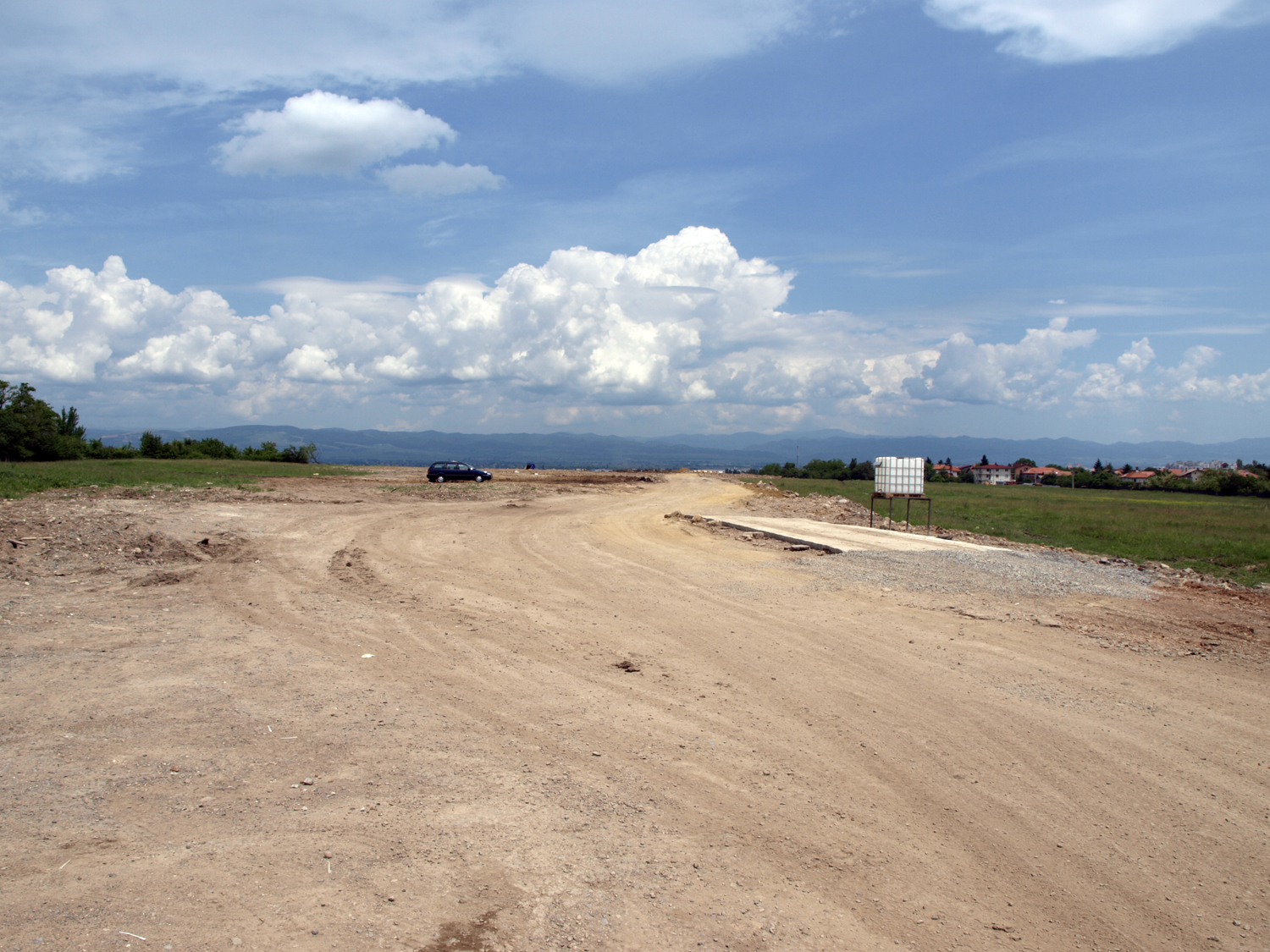
Trasa dálnice po sejmutí ornice v květnu 2010 (u sídliště Filipovci)

V červnu 2005 byla vyhlášena veřejná soutěž na zhotovitele stavby a v listopadu byly nabídky otevřeny. Uchazečů bylo 21 a ceny se pohybovaly od 142 219 849 € do 221 260 044 €, přičemž nejvyšší nabídka byla od česko-slovenského sdružení MeDo Ljulin (Metrostav + Doprastav). Téhož měsíce byla vyhlášena veřejná soutěž na stavební dozor.
Smlouva o výstavbě byla uzavřena se sdružením tureckých firem Mapa – Cengiz 8. srpna 2006 za cenu 137,382 miliónu €. Vlastní práce byly zahájeny v lednu 2007 se lhůtou výstavby 3 roky. Když byly v červnu 2008 již provedeny práce v objemu 330 tisíc m³ výkopů, 152 tisíc m³ násypů, 10 tisíc m³ betonu, 1,1 tisíc tun výztuže a přes 2 tisíce metrů pilot, zdálo se, že by mohlo dojít ke zkrácení termínu, nicméně postupně bylo zřejmé, že uvedení do provozu 30. září 2010 nebude dodrženo. Aby se ulehčilo dopravě v trase Sofie – Pernik – dálnice Struma, byl 17. prosince částečně zprovozněn dálniční uzel Daskalovo, a to po dvou pruzích ve směru na Pernik a na Vladaju, jakož i propojení s dálnicí Struma. Dálnice byla zprovozněna 15. května 2011.
Celkové náklady dosáhly 185 miliónů € a jde o první bulharskou dálnici, která byla kompletně postavena.

## Inženýrská díla
Na trase se nachází tři tunely o celkové délce 1 260 m, 26 mostů s celkovou délkou 6 km, 3 silniční uzly a opěrné zdi o délce přes 2 762 m.

### Tunely

#### Malo Bučino
Jde o dvě tunelové trouby, každá o délce 450 m s průjezdnou šířkou 11,2 m.

#### Ljulin
Jde o dvě tunelové trouby, každá o délce 350 m s průjezdnou šířkou 12,3 m.

#### Golemo Bučino
Jde o dvě tunelové trouby, každá o délce 500 m s průjezdnou šířkou 12,5 m.

### Mosty

#### Viadukt Ljulin
Jde o dva souběžné železobetonové mosty, každý o šířce 16 m, které ve výšce až 42 m překlenují horské údolí.